# Himantopus mexicanus
La cigüeñuela de cuello negro (Himantopus mexicanus) es una especie de ave Charadriiforme de la familia Recurvirostridae propia de América.

## Nombres comunes
Esta ave es llamada comúnmente "perrito" en Chile, debido a su característico sonido, semejante al de un perro pequeño. En Argentina y Uruguay es conocido como "tero real", por su aparente semejanza a los teros o queltehues. También es conocido como "cigüeñuela" o "viuda patilarga" en Bolivia, "pernilongo" en Brasil y como "changame" en Ecuador

## Distribución
Habita desde el sur de Estados Unidos, el norte de la península de Baja California, el Golfo de México, América Central y el Caribe, hasta el noroeste de Brasil, el sudoeste del Perú, el este de Ecuador y las Islas Galápagos, además de las costas del centro-norte al centro-sur de Chile.

## Características
Es una característica ave limícola, elegante, color del plumaje blanco y negro, con las patas muy largas y rojas, una postura erguida y el pico bien proporcionado. En vuelo, deja ver sus alas largas y puntiagudas, que son negras por ambos lados.

## Hábitat y alimentación
Está adaptada para vadear por el agua, mientras picotea la superficie, mueve el pico de lado a lado o sondea el barro en busca de comida. La dieta consiste en insectos acuáticos y otros pequeños invertebrados. Suele formar grupos, que a veces se reúnen con bandadas mixtas de otras especies de aves limícolas. Al necesitar aguas someras, dulces o saladas, suele hallarse en los márgenes del agua y en marismas. En Chile, por ejemplo, es común en humedales y desembocaduras. Estos hábitats se secan enseguida, y con frecuencia son sólo temporalmente adecuados para anidar por lo que a veces se desplaza de forma nómada, buscando nuevos lugares.

## Reproducción
Su temporada de reproducción en las regiones tropicales normalmente empieza después de las épocas de lluvias. En Colombia se han registrado individuos en condición reproductiva en el mes de enero. Anida solitariamente y en ocasiones forma colonias de hasta 100 parejas. Anida en el suelo entre pastos y juncos y en ocasiones construye un nido flotante con plantas acuáticas. Pone de 3 a 6 huevos pero generalmente 4 los cuales incuban ambos miembros de la pareja durante 22 a 26 días. Las dimensiones promedio de los huevos son, largo: 5 cm y ancho 3  cm,  en  la  porción  más ancha  (polo  obtuso).  Los huevos son altamente camuflados, generalmente de color ante oliváceo, densamente salpicados de manchas negras. Las crías adquieren todo su plumaje para volar del día 28 a 32 después de la eclosión.

## Subespecies
Se conocen dos subespecies de Himantopus mexicanus:
- Himantopus mexicanus knudseni Stejneger, 1887
- Himantopus mexicanus mexicanus (Statius Muller, 1776)